# Elezioni europee del 2019 a Cipro
Le elezioni europee del 2019 a Cipro si sono tenute domenica 26 maggio per eleggere i 6 membri del Parlamento europeo spettanti a Cipro.

## Risultati
| Liste  | Liste                                      | Gruppo  | Voti    | %     | Seggi |
| ------ | ------------------------------------------ | ------- | ------- | ----- | ----- |
|        | Raggruppamento Democratico (DISY)          | PPE     | 81.539  | 29,02 | 2     |
|        | Partito Progressista dei Lavoratori (AKEL) | GUE/NGL | 77.241  | 27,49 | 2     |
|        | Partito Democratico (DIKO)                 | S&D     | 38.756  | 13,80 | 1     |
|        | Movimento dei Socialdemocratici - EDEK     | S&D     | 29.715  | 10,58 | 1     |
|        | Fronte Popolare Nazionale (ΕLAM)           | -       | 23.167  | 8,25  | -     |
|        | Schieramento Democratico                   | -       | 10.673  | 3,80  | -     |
|        | Alleanza dei Cittadini - Ecologisti        | -       | 9.232   | 3,29  | -     |
|        | Movimento Giasemi                          | -       | 4.786   | 1,70  | -     |
|        | Partito per gli Animali di Cipro           | -       | 2.208   | 0,79  | -     |
|        | Altri <0,50%                               | -       | 3.618   | 1,29  | -     |
| Totale | Totale                                     | Totale  | 280.935 |       | 6     |